# Desa Manisrejo (administrativ by i Indonesien, lat -7,57, long 111,42)
Desa Manisrejo är en administrativ by i Indonesien.   Den ligger i provinsen Jawa Timur, i den västra delen av landet, 500 km öster om huvudstaden Jakarta.